# Simultaanvoorstelling

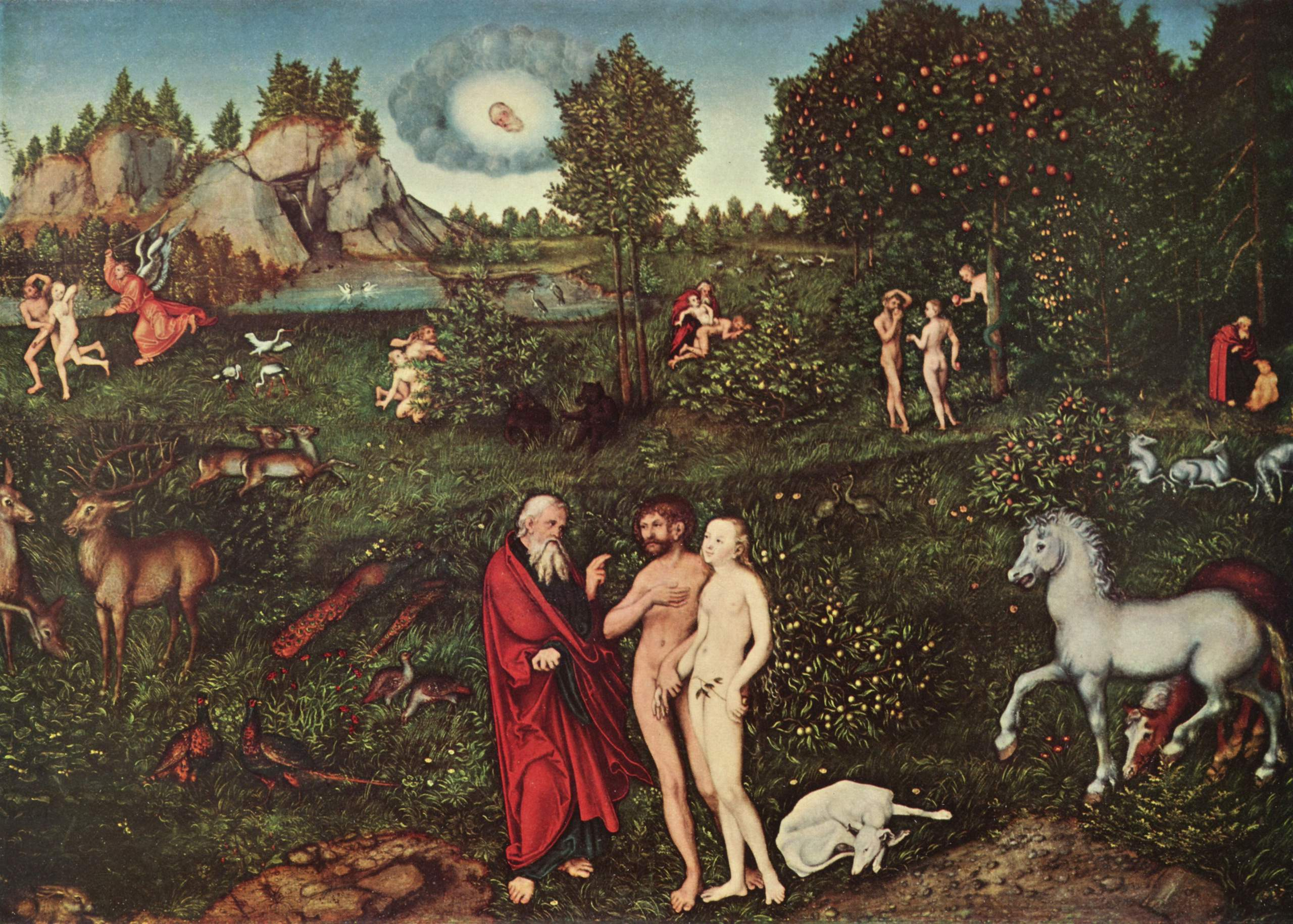
Adam en Eva in de Hof van Eden door Lucas Cranach.
Rechts: de schepping van Adam.
Middenboven: de schepping van Eva.
Voorgrond: Adam en Eva krijgen instructies.
Rechts van het midden: de zondeval (met een antropomorfe slang).
Links van het midden: Adam en Eva verbergen zich.
Links: Adam en Eva worden uit de hof verjaagd.

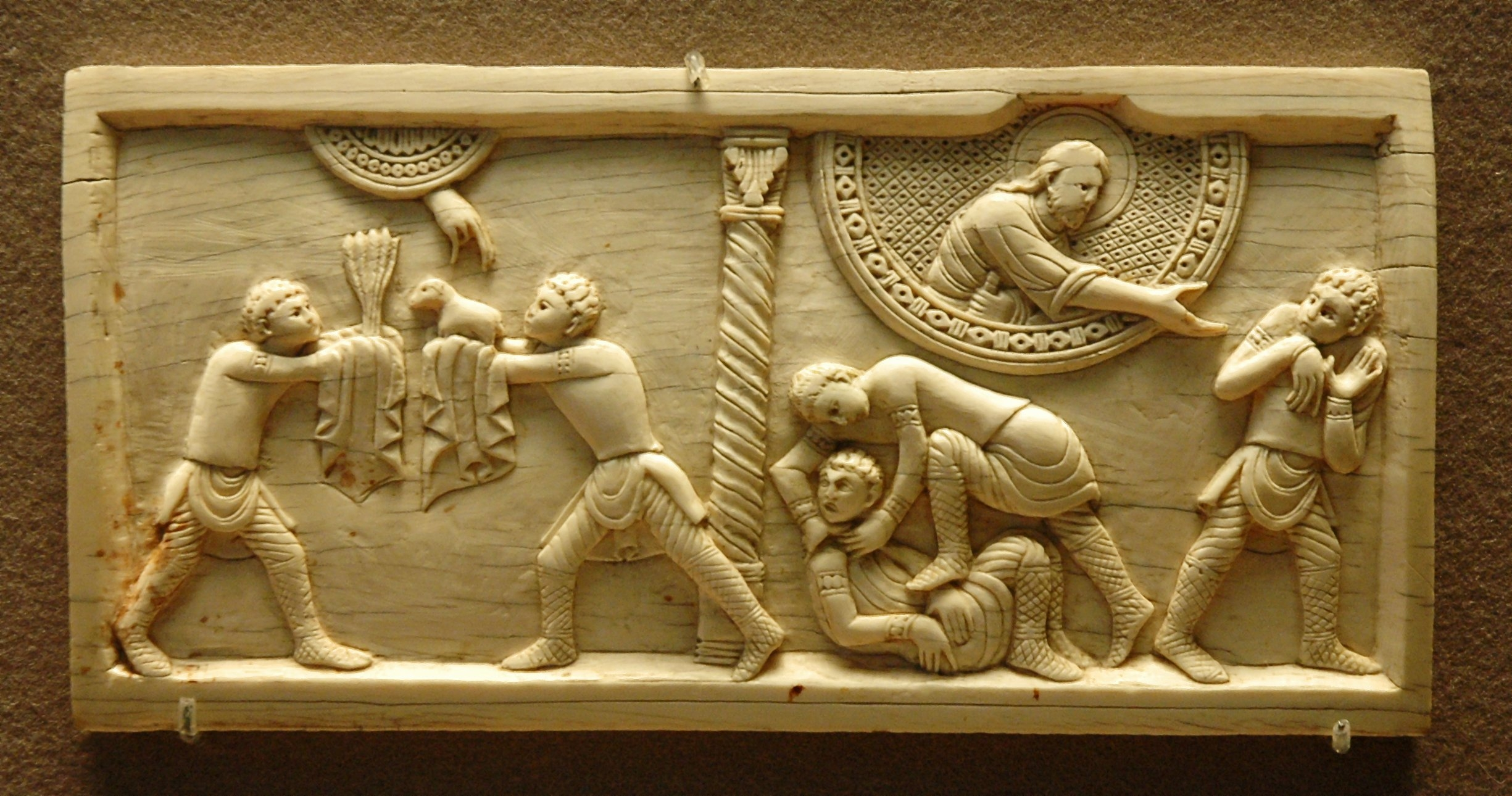
Ivoren paneel uit de kathedraal van Salerno, elfde eeuw.
Links: Kaïn en Abel brengen een offer. De hand van God accepteert het offer van Abel.
Rechts van het midden: Kaïn slaat Abel dood.
Rechts: Kaïn wordt door God weggezonden.

Een simultaanvoorstelling is een wijze van uitbeelden die vooral in de Middeleeuwen voorkwam. Hierbij worden in een enkele afbeelding twee of meer gebeurtenissen getoond die niet gelijktijdig gebeurden, en daarbij is het mogelijk dat dezelfde personen meerdere keren worden afgebeeld.
In een modern stripverhaal komt men ook weleens zoiets tegen, maar dat valt dan niet erg op. Iemand stelt bijvoorbeeld een vraag en krijgt in hetzelfde plaatje antwoord, waarbij beide sprekers hun mond open hebben.